# Myzus asiaticus
Myzus asiaticus är en insektsart. Myzus asiaticus ingår i släktet Myzus och familjen långrörsbladlöss. Inga underarter finns listade i Catalogue of Life.